# الأكر
الأُكر (باليونانية: Σφαιρικά)‏ (باللاتينية: Sphaerics) كتاب من ثلاثة مجلدات في الهندسة الكروية ألفه ثيودوسيوس البيثيني في القرن الثاني قبل الميلاد. كان لهذه المجلدات دور أساسي في تذكير الحضارة الغربية بالهندسة الإقليدية، عندما جلبت من العالم الإسلامي خلال الحروب الصليبية وترجمت من العربية إلى اللاتينية.

## تاريخها
يبدو أن ثيودوسيوس ألف الأُكر كحاشية على أصول أقليدس ليسمح بتطبيقها في دراسة الفلك، لأن أصول أقليدس خلت من هندسة الكرويات. ويعيب كتاب الأُكر على سبيل المثال خلوه من حساب المثلثات على الرغم من أن هيبارخوس ألف فيها، ربما لأن ثيودوسيوس أعتمد على مؤلفات إيودوكسوس.
إنجاز ثيودوسيوس الأكبر في كتابه هذا وغيره كان تجميعه لما هو معروف في عصره. في المجلد الأول من الأُكر يشرح بالتفصيل كيف أن الكرة هي عبارة عن شكل سطحه على مسافة متساوية في كل نقطة منه من مركزه، ومن ثم يبدأ في فحص هندسة الكرات بالتفصيل.
أهمية الكتاب الأكبر تكمن في إسترجاع المعرفة الأوروبية بهندسة أقليدس، لأن تلك الهندسة وتقنيات وفلسفات أخرى كانت قد انقطعت صلة العالم المسيحي بها ولكنها بقيت محفوظة مترجمة بالعربية خلال العصر الذهبي الإسلامي،
ثم أحضرت إلى أوروبا عن طريق الحملات الصليبية وترجمت مرة أخرى للاتينية عن طريق الترجمات اللاتينية في القرن الثاني عشر.
كان الكتاب قد ترجم للعربية في عصر المعتصم بالله، وترجمه قسطا بن لوقا البعلبكي وثابت بن قرة الحراني. فالكتاب يقع في ثلاث مقالات وتسعة وخمسون شكلا، ترجم قسطا من أول الكتاب إلى الشكل الخامس من المقالة الثالثة، وبقيته قام بها ثابت بن قرة.

## وصلات خارجية
- كتاب الأُكر على موقع جامعة كولومبيا
- كتاب الأُكر على موقع جامعة كولومبيا